# Cyril Scott
Cyril Meir Scott (1879-1970) là nhà soạn nhạc, nhà thơ, nghệ sĩ piano người Anh. Tác phẩm nổi tiếng nhất của ông là Ở xứ sở hoa sen

## Tiểu sử
Cyril Scott học âm nhạc ở Đức, tại Nhạc viện Frankfurt khi mới có 12 tuổi. Năm 16 tuổi, Scott học sáng tác với Iwan Knorr. Năm 1898, Scott trở về Liverpool dạy piano.

## Phong cách sáng tác
Sáng tác của Cyril Scott nhiều điểm gần với chủ nghĩa ấn tượng Pháp, sính những gì khác thường, kỳ dị, màu sắc âm nhạc cầu kỳ, hoa mỹ. Tính chất thơ mộng, thiên về những tiểu phẩm, tính trữ tình trong các tác phẩm này khiến một nhà phê bình âm nhạc gọi Scott là "Grieg nước Anh". Cũng có người coi Scott là "Debussy nước Anh" bởi những tác phẩm của nhà soạn nhạc người Anh mang pohng cách ấn tượng.

## Sáng tác
Cyril Scott đã viết:
- 4 vở opera
- ba bản giao hưởng
- bốn bản overture
- Tổ khúc anh hùng
- hai bản concerto cho piano (1913-1914, 1958)
- ba bản concerto cho violin (1927, 1935)
- bốn bản tứ tấu đàn dây
- ba bản sonata cho piano
- Những tập thơ

Ngoài ra, Scott còn viết các cuốn sách triết học, y học

## Danh mục tác phẩm

### Kịch

#### Opera
- The Alchemist (1917–18)
- The Saint of the Mountain (1924–25)
- The Shrine (c. 1925-26)
- Maureen O'Mara (1945)

#### Ballet
- The Incompetent Apothecary (1923)
- Karma (1924)
- Masque of the Red Death (1930)

#### Incidental music
- Othello (1920)
- Return to Nature (1920)
- Smetse Smee (c. 1925-26)
- Susannah and the Elders (1937)

### Tác phẩm cho dàn nhạc
- Symphony No. 1 in G major (1899)
- Pelleas and Melisanda, overture, Op. 5 (1900) [later revised as Op. 20]
- Lyric Suite, Op. 6 (1900)
- Heroic Suite, Op. 7 (c. 1900)
- Christmas Overture (c. 1900)
- Symphony No. 2 in A minor (1901–02) [withdrawn and revised as Three Symphonic Dances]
- Princess Maleine, overture, Op. 18 (1902) [withdrawn and revised as Festival Overture]
- Aglavaine et Sélysette, overture, Op. 21 (c. 1902)
- Rhapsody for orchestra No. 1, Op. 32 (1904)
- Aubade, Op. 77 (1905, revised c. 1911)
- Three Symphonic Dances, Op. 22 (c. 1907) [revised from Symphony No. 2]
- Egypt, ballet suite (1913)
- Two Passacaglias on Irish Themes (1914)
- Britain's War March (1914)
- Suite Fantastique, for chamber orchestra (c. 1928)
- Neptune, poem of the sea (1933, revised 1935) [originally titled Disaster at Sea]
- Symphony No. 3, The Muses, with chorus (1937)
- Ode descantique, for string orchestra (c. 1940)
- Hourglass Suite, for chamber orchestra (c. 1949)
- Symphony No. 4 (1951–52)
- Neapolitan Rhapsody (1959)
- Sinfonietta for organ, harp and strings (1962)

### Tác phẩm cho nhạc cụ solo và dàn nhạc
- Piano Concerto in D major, Op. 10 (1900)
- Cello Concerto, Op. 19 (1902)
- Piano Concerto No. 1 (1913–14)
- Violin Concerto (c. 1925)
- Philomel, for cello and orchestra (c. 1925)
- Double concerto for violin, cello and orchestra (1926)
- The Melodist and the Nightingale, for cello and orchestra (1929)
- Early One Morning for piano and orchestra (1930–31, revised 1962)
- Concertino for two pianos and orchestra (1931)
- Double concerto for two violins and orchestra (1931)
- Passacaglia Festevole, for two pianos and orchestra (c. 1935)
- Cello Concerto (1937)
- Concerto for harpsichord and orchestra (1937)
- Concerto for oboe and strings (1946)
- Concertino for bassoon, flute and strings (1951)
- Piano Concerto No. 2 (1958)

### Hợp xướng
- Magnificat, for soloists, chorus orchestra and organ (1899)
- The Ballad of Fair Helen of Kirkonnel, for baritone, chorus and orchestra, Op. 8 (1900)
- Nativity Hymn, for soloists, chorus and orchestra (1913–14)
- La belle dame sans merci, for baritone, chorus and orchestra (1915–17)
- Festival Overture, for chorus and orchestra (1929)
- Mystic Ode, for chorus and chamber orchestra (1932)
- Summerland, for chorus and orchestra (1935)
- Ode to Great Men, for tenor, female chorus and orchestra (1936)
- Hymn to Unity, for soloists, chorus and orchestra (1947)

### Tác phẩm thính phòng
- Piano Trio in E minor, Op. 3 (c. 1899)
- Piano Quartet in E minor, Op. 16 (1899)
- String Quartet, Op. 12 (c. 1900)
- Sextet for piano and strings, Op. 26 (c. 1903)
- String Quartet, Op. 28 (c. 1903)
- String Quartet in F major, Op. 31 (c. 1904)
- Violin Sonata No. 1 in C major, Op. 59 (1908)
- String Quartet No. 1 (1919)
- String Quintet No. 1 (1919)
- Piano Trio No. 1 (1920)
- Piano Quintet No. 1 (1924)
- Quintet for flute, harp, violin, viola and cello (1926)
- String Trio No. 1 (1931)
- Sonata Lirica for violin and piano (1937)
- Viola Sonata (1939, revised 1953)
- String Trio No. 2 (1949)
- Piano Trio No. 2 (1950)
- Violin Sonata No. 2, Sonata Melodica (1950)
- Cello Sonata (1950)
- String Quartet No. 2 (1951)
- Quintet for clarinet and strings (1951)
- Piano Quintet No. 2 (1952)
- String Quintet No. 2 (1953)
- Violin Sonata No. 3 (1955)
- Trio for clarinet, cello and piano (c. 1955)
- Violin Sonata No. 4 (1956)
- Piano Trio No. 3 (1957)
- String Quartet No. 3 (1961)
- Flute Sonata (1961)
- Trio Pastorale for flute, cello and piano (1961)
- String Quartet No. 4 (1964)

### Piano solo
- Piano Sonata in D major, Op.17 (1901)
- Scherzo, Op.25 (1904)
- 2 Pierrot Pieces, Op.35 (1904)
- 2 Piano Pieces, Op.37 (1904)
- Solitude, Op.40-1 (1904)
- Vesperale, Op.40-2 (1904)
- Chimes, Op.40-3 (1904)
- Lotus Land, Op.47-1 (1905)
- Columbine, Op.47-2 (1905)
- Summerland, Op.54 (1907)
- 2 Alpine Sketches, Op.58 (1908)
- Dance Nègre (1908)
- Sphinx, Op.63 (1908)
- Piano Sonata No.1, Op.66 (1909)
- 4 Piano Pieces, Op.67 (1909–10)
- Piano Suite, Op.71-1 (1910)
- Water-Wagtail (1910)
- Berceuse in E-flat (1911)
- Pierrette (1912)
- Rainbow Trout (1916)
- Piano Sonata No.2 (1935)
- Piano Sonata No.3 (1956)

### Nhạc cụ solo khác
- The Ecstatic Shepherd, for solo flute (c. 1922)
- Celtic Fantasy, for solo harp (1926)
- Sonatina, for solo guitar (c. 1927) (commissioned by Andrés Segovia)
- Idyll, for solo violin (1928)